# (19704) Medlock
(19704) Medlock (1999 TU8) – planetoida z pasa głównego asteroid okrążająca Słońce w ciągu 5,8 lat w średniej odległości 3,22 j.a. Odkryta 7 października 1999 roku.